# Округ Каб (Џорџија)
Каб (енгл. Cobb County) је округ у америчкој савезној држави Џорџија.

## Демографија
По попису из 2010. године број становника је 688.078, што је 80.327 (13,2%) становника више него 2000. године.
| Група             | 2000.           | 2010.           |
| Белци             | 417.947 (68,8%) | 387.438 (56,3%) |
| Афроамериканци    | 114.233 (18,8%) | 171.774 (25,0%) |
| Азијати           | 18.587 (3,1%)   | 30.657 (4,5%)   |
| Хиспаноамериканци | 46.964 (7,7%)   | 84.330 (12,3%)  |
| Укупно            | 607.751         | 688.078         |